# Mats Lindau
Sixten Mats Lindau, född 6 oktober 1958 i Karlskrona, är en tidigare svensk handbollsspelare och handbollstränare.

## Spelarkarriär

### Klubblagsspel
Mats Lindau spelade för IFK Karlskrona hela sin elitkarriär utom ett sista år för HK Cliff i Stockholm. 1978 till 1983 gick IFK Karlskrona från division tre till Allsvenskans (nuvarande Handbollsligan) topp. 1983 tog man brons i SM, vann Svenska cupen och spelade final i EHF-cupen. Klubben hängde kvar i allsvenskan till 1988. Efter att ha förlorat kvalet spelade Lindau ett år i Allsvenskan för HK Cliff innan han avslutade sin elitkarriär. Han blev efter karriären tränare först för IFK Karlskrona.

### Landslagsspel
Lindau spelade i svenska herrlandslaget vid OS 1984 i Los Angeles. Det svenska landslaget slutade på femte plats i OS. Han spelade alla sex matcherna och stod för 7 mål. Åren 1982 till 1988 spelade Lindau 87 landskamper för svenska landslaget. Lindau var uttagen för att spela för Sverige vid VM 1986 i Schweiz, men drabbades dagen innan av en skada på okbenet. Han belades med spelförbud av läkaren och missade därför mästerskapet, där Sverige kom på fjärde plats.

## Tränaruppdrag
Mats Lindau började sin tränargärning i IFK Karlskrona, men okänt vilka år. 2000 blev han tränare i Hästö IF och förde föreningen från division tre till allsvenskan (näst högsta serien) 2005. Han verkade sedan som ungdomstränare i föreningen och tränade juniorerna 2010–2011 och tog sedan på nytt över A-laget i föreningen till 2013. Efter 2013 återvände han till IFK Karlskrona men inte som tränare utan som ledare med inriktning på klubbens strategi.

## Klubbar som tränare
- IFK Karlskrona (?–2000)
- Hästö IF (2000–2005, 2011–2013)[3][4]

## Övrigt
- Förbundskapten för J- och U-landslaget
- Sportchef i IFK Karlskrona sedan 2013

## Meriter
- Silver i EHF-cupen 1983 med IFK Karlskrona